# 中國文旅農業集團
新嶺域（集團）有限公司，簡稱新嶺域集團（英語：Ceneric (Holdings) Limited，港交所：0542），則在1988年成立「新嶺域投資管理有限公司」（前身為「嘉里投資管理有限公司」、「星晨投資管理有限公司」，以及「QUICK DRAW COMPANY LIMITED」）。後於1992年，以「中山星晨花園房地產發展有限公司」（前身為「星晨花园地产有限公司」）。
首席執行官為季志雄。業務在發展及銷售位於中國中山的優質住宅及商用物業，而原有旅遊業務，則在2012年6月29日終止。
總部位於香港上環干諾道西88號粵財大廈7樓。
2010年，星晨大股東邱繼炳出售全部股份，時任新世界中國執行董事方承光認購當中的7億股，成為大股東。
2013年5月9日起，「星晨集團」正式改名為「新嶺域集團」。
2017年，中山大南集團老闆楊立君成為大股東，並將「新嶺域集團」改名為「富元國際集團」。
2024年1月，富元國際改名為「中國文旅農業集團」。

## 另見
- 星晨旅遊
- 星晨花園

## 連結
- CenericHoldings.com （页面存档备份，存于）